# Jakubowscy herbu własnego

Herb barona Wincentego Jakubowskiego (1808).

Jakubowscy herbu Jakubowski Baron – polski ród szlachecki posiadający tytuł baronowski.
Tytuł baronowski (austriacki) otrzymał Wincenty Jakubowski, syn Felicjana, dnia 20 grudnia 1808 roku. Tytuł został potwierdzony dyplomem z dnia 9 sierpnia 1810 roku. Wincenty, żonaty z baronową Franciszką de Convay de Watlerfort zmarł bezpotomnie w 1811 roku.Jakubowscy należeli do średniej szlachty.
Tytuł baronowski w 1832 roku został przelany na jego bratanka, Czesława przez Franciszka Józefa I.